# مقاطعة قوبوستان
مقاطعة قوبوستان (بالأذرية: Qobustan rayonu) - هي واحدة من 66 مقاطعة في أذربيجان.

## تاريخها والجغرافية
تقع المقاطعة في شرق البلاد وتنتمي إلى منطقة شيرفان الاقتصادية الجبلية. تشترك مقاطعة قوبوستان في الحدود مع مقاطعة شماخى ومقاطعة آبشوران ومقاطعة حاجي قبول ومقاطعة خيزي. وهي تعتبر مركز المدينة قبوستان. اعتبارا من عام 2020، كان عدد سكان مقاطعة قوبوستان 47.400 نسمة.
أصل اسم قوبوستان من «جزبو» الذي تعني «شعاع» باللغة الأذربيجانية. مركز إداري المقاطعة هي مدينة قبوستان وكان تسمى ك «مارازه» حتي 2009. وفي أراضي قوبوستان الحالي كانت هناك مساكن قديمة تعود إلى العصر الحجري.
أراضها تمتد من شواطئ بحر قزوين حتى جبل جيجاكي أعلى نقطة في الجزء الشرقي من جبال القوقاز الكبرى.
تم تاسيس المحكمة في مقاطعة قوبوستان في عام 1990 باسم المحكمة الشعبية في مقاطعة قوبوستان التابعة وزارة العدل في جمهورية أذربيجان الاشتراكية السوفيتية.